# アカデシン
アカデシン(Acadesine、国際一般名)、5-アミノイミダゾール-4-カルボキシアミド-1-β-D-リボフラノシド(5-aminoimidazole-4-carboxamide-1-β-D-ribofuranoside)、AICA-リボシド(AICA-riboside)またはAICARは、AMP活性化プロテインキナーゼのアクチベーターであり、急性リンパ性白血病の治療に用いられている。また糖尿病等の他の病気の治療への活用も期待されている。
アカデシンは、PeriCor Therapeuticsが開発したアデノシン制御剤であり、2007年にSchering-Ploughが第3段階研究のライセンスを付与された。この薬は、冠動脈大動脈バイパス移植術での有力な再灌流障害防止薬になる可能性がある。第3段階の研究は2009年5月から始まり、臨床は2010年末に終わった。

## 化学
2-ブロモトリベンゾイルリボースと1,2-ジアミノマレオニトリルの反応により、アノマー位のハロゲンがアミノ基の1つと置換し、大部分がβ-アノマーのアミノ糖を生成する。この生成物を塩基性下においてオルトギ酸トリメチルで処理することで、オルトギ酸のアルコキシ基が隣接するアミン基で置換され、イミダゾール環が生成する。次にアルコキシドと反応させると、糖に最も近いニトリルがイミノエステルに変換する。ベンゾイル基はこの過程で切り離される。臭素と塩基の存在下でのホフマン転移により、イミノエステルは対応する第1級アミンに変換される。その後、塩基性加水分解によって、残ったニトリルがアミドに変換され、アカデシンが生成する。

## 薬としての利用とドーピング
アカデシンは、AMP活性化プロテインキナーゼのアゴニストとして働く。アカデシンは、細胞中の反応性酸素化合物の生産量を減らすことでアポトーシスを抑制するとともに、骨格筋組織においてグルコース取り込みを刺激し、p38分裂促進因子活性化タンパク質キナーゼα及びβの活性を増加させる。
2008年、ソーク研究所の研究者は、アカデシンを注射したマウスは、恐らくは
速収縮筋繊維を、より効率のよい脂肪燃焼性の遅収縮筋繊維に変換することによって、持久運動のパフォーマンスが大幅に改善することを発見した。彼らはまた
、
GW501516をアカデシンと組み合わせて投与した。運動していないマウスに投与したところ、この組み合わせでは、マウスにGW501516を投与して運動させた時に発現する遺伝子の40%が活性化した。この結果は、この化合物の持久性向上薬としての興味を引いた。この分野の研究者は、尿からこの物質を検出する試験を開発し、国際オリンピック委員会と世界アンチ・ドーピング機関は、アカデシンを2009年からの禁止薬物リストに加えた。2009年にブリティッシュ・メディカル・ジャーナルは、世界アンチ・ドーピング機関がツール・ド・フランス2009の出場者がこの物質を使用した証拠を発見したと報じた。